# Решіткозуб
Решіткозуб (Cinclidotus) — рід мохів, що належать до родини Pottiaceae. Поширення: Європа, Африка, Азія.

## Характеристики
Сильні рослини цього роду від темно-зелених до чорнуватих і мають листя від ланцетної до язикоподібної форми з багатошаровим краєм і сильними листовими жилками, які тягнуться до кінчика листка. Клітини пластинки прямокутні в нижній частині листка, округло-шестикутні у верхній і гладкі або сосочкові. Спорофіти бічні або кінцеві, спорові коробочки занурені в листки або підняті на коротких ніжках. 

## Види
- Cinclidotus acutifolius Broth.
- Cinclidotus aquaticus (Hedw.) Bruch & Schimp.
- Cinclidotus asumaniae Ursavaş & Çetin
- Cinclidotus bistratosus Kürschner & Lüb.-Nestle
- Cinclidotus danubicus Schiffn. & Baumgartner
- Cinclidotus fontinaloides (Hedw.) P.Beauv.
- Cinclidotus herzogii Pavletić
- Cinclidotus pachyloma E.S.Salmon
- Cinclidotus pachylomoides Bizot
- Cinclidotus riparius (Host ex Brid.) Arn.
- Cinclidotus vardaranus Erdağ & Kürschner